# Język tuwiński
Język tuwiński (тыва дыл, tyva dyl) – język z grupy południowosyberyjskiej języków turkijskich. Posługują się nim Tuwińcy zamieszkujący rosyjską Tuwę i nieliczna diaspora tuwińska w Chinach i Mongolii.
Język tuwiński charakteryzuje się zauważalnymi wpływami mongolskimi, sięgającymi aż XIII w. Zawiera wiele zapożyczeń z mongolskiego, jak i rosyjskiego.
Według Ethnologue (wyd. 22, 2019) posługuje się nim 297 tys. ludzi.

## Dialekty
Forma literacka języka tuwińskiego opiera się na dialekcie centralnym, zrozumiałym dla większości Tuwińców. Dialekty używane na peryferiach Tuwy różnią się znacząco. Zalicza się do nich:
- zachodni – charakterystyczny dla górskich regionów blisko Ałtaju
- północno-wschodni – dialekt Todżyńczyków, którzy niegdyś zajmowali się polowaniem na renifery
- południowo-wschodni – wykazujący silne wpływy języka mongolskiego

## Struktura
Tuwiński jest językiem aglutynacyjnym. Występuje w nim 6 przypadków: dopełniacz, biernik, celownik, ablatyw, miejscownik i allatyw. W zdaniu występuje szyk SOV. Występują dwa typy harmonii samogłoskowej. W języku tuwińskim występuje lekka nazalizacja.
Samogłoski w języku tuwińskim mogą być długie lub krótkie. Tuwiński posiada również podział na dwa tony, co zbliża go do języków tonalnych.

## Pismo
Do lat 30. XX w. język tuwiński nie posiadał własnego pisma, na potrzeby urzędów stosowano język mongolski pisany alfabetem staromongolskim.
W październiku 1925 IV kongres Tuwińskiej Partii Ludowo-Rewolucyjnej (TPLR) podjął uchwałę o potrzebie stworzenia narodowego alfabetu tuwińskiego. Wprawdzie na kongresie nie doszło do zgody w kwestii wyboru alfabetu mongolskiego lub cyrylicy, skierowano jednak rozwiązanie tej kwestii do Akademii Nauk ZSRR. Międzynarodówka Komunistyczna (Komintern), do której należała TPLR, zwróciła się do kongresu z rekomendacją wprowadzenia cyrylicy.
W 1927 w Moskwie sporządzono i wydano pierwszą książkę w języku tuwińskim – «Тыва уругларныҥ эҥ ӧрэныр тептэри баштап ужукэ» (Abecadło dla dzieci tuwińskich). Zastosowano alfabet oparty na cyrylicy:
| А а | Б б | В в | Г г | Д д | Е е | Ё ё |
| Ж ж | Ӝ ӝ | З з | И и | Й й | К к | Л л |
| М м | Н н | Ҥ ҥ | О о | Ӧ ӧ | П п | Р р |
| С с | Т т | У у | Ӱ ӱ | Ф ф | Х х | Ч ч |
| Ш ш | Ы ы | Э э |     |     |     |     |

W połowie 1930 do zapisu języka tuwińskiego zaadaptowano opracowaną przez radzieckich naukowców odmianę janalifu:
| A a | B b | C c | D d | E e | F f | G g |
| Ƣ ƣ | H h | I i | J j | – ɉ | K k | L l |
| M m | N n | Ꞑ ꞑ | O o | Ɵ ө | P p | R r |
| S s | Ş ş | T t | U u | V v | X x | Y y |
| Z z | Ƶ ƶ | Ь ь |     |     |     |     |

We wrześniu 1943 jako oficjalny alfabet wprowadzono lekko zmodyfikowaną cyrylicę rosyjską, uzupełnioną o 3 litery (ң, ө, ү):
| А а | Б б | В в | Г г | Д д | Е е | Ё ё | Ж ж |
| З з | И и | Й й | К к | Л л | М м | Н н | Ң ң |
| О о | Ө ө | П п | Р р | С с | Т т | У у | Ү ү |
| Ф ф | Х х | Ц ц | Ч ч | Ш ш | Щ щ | Ъ ъ | Ы ы |
| Ь ь | Э э | Ю ю | Я я |     |     |     |     |